# The Times They Are a-Changin' (píseň)
„The Times They Are a-Changin'“ je úvodní skladba z třetího studiového alba amerického písničkáře Boba Dylana The Times They Are a-Changin' z roku 1964. V roce 1965 skladba vyšla i jako singl s písní „Honey, Just Allow Me One More Chance“ na B-straně.

## České verze
- Časy se mění, český text Zdeněk Rytíř, interpret skupina Golden Kids (Marta Kubišová, Václav Neckář a Helena Vondráčková). Původní nahrávka vznikla v roce 1969. V roce 1970 vyšla na singlu nová nahrávka s cenzurovaným textem.

Poslední sloka nahrávky, která tehdy nemohla být vydána (přebásněný text Boba Dylana):

Vlak nám ujíždí, možná poslední,

kdo zůstal stát, bude sám do konce dní.

Vždyť dnešní den zítra bude včerejší

a letos přesně za rok bude vloni.

Kdo nyní je první, ten bude poslední,

každý ví časy se mění.

Poslední sloka tehdy vydané nahrávky (nově napsaný text):

Jsme mouchy nic víc a pavouk je čas,

ten do sítě vteřin teď polapil nás.

Je jemná jak mech a tenká jak vlas

a nikde z ní úniku není.

Do denního spěchu zní přísloví hlas,

každý ví časy se mění.

- Časy se mění, český text Pavel Zajíc, interpret folková skupina Nezmaři, album Nezmaři 15 let live (1993)
- Časy se mění, český text a interpret Pepa Nos, album Žádný strachy (1991)
- Den s nocí se střídá, český text a interpret písničkář Jan Řepka (2004)